# Michelle-Lee Ahye
Michelle-Lee Raquel Ahye (ur. 10 kwietnia 1992 w Port-of-Spain) – trynidadzko-tobagijska lekkoatletka, sprinterka.
Jako juniorka, odnosiła liczne sukcesy na CARIFTA Games. W 2011 zdobyła złoto mistrzostw Ameryki Środkowej i Karaibów w sztafecie 4 × 100 metrów. W tym samym roku tryumfowała w biegu na 100 metrów podczas mistrzostw panamerykańskich juniorów. Na tym samym dystansie biegła w trakcie mistrzostw świata w Daegu i igrzysk olimpijskich w Londynie – na obu tych imprezach dotarła do fazy półfinałowej. Srebrna medalistka mistrzostw Ameryki Środkowej i Karaibów w 2013. W marcu 2014 zajęła 6. miejsce w biegu na 60 metrów podczas halowych mistrzostw świata w Sopocie. W tym samym roku zdobyła brązowy medal IAAF World Relays. Rok później na mistrzostwach świata w Pekinie sięgnęła po brąz w sztafecie 4 × 100 metrów, a indywidualnie zajęła 5. miejsce na dystansie 100 metrów.
Złota medalistka mistrzostw Trynidadu i Tobago.

## Osiągnięcia
| Rok  | Impreza                                  | Miejsce        | Konkurencja             | Lokata      | Wynik           |
| ---- | ---------------------------------------- | -------------- | ----------------------- | ----------- | --------------- |
| 2006 | CARIFTA Games                            | Les Abymes     | sztafeta 4 × 100 metrów | 3. miejsce  | 46,21           |
| 2007 | CARIFTA Games                            | Providenciales | bieg na 100 metrów      | 1. miejsce  | 11,76           |
| 2007 | CARIFTA Games                            | Providenciales | sztafeta 4 × 100 metrów | 2. miejsce  | 46,35           |
| 2007 | Mistrzostwa świata juniorów młodszych    | Ostrawa        | bieg na 100 metrów      | ćwierćfinał | 11,89           |
| 2008 | CARIFTA Games                            | Basseterre     | bieg na 100 metrów      | 1. miejsce  | 11,66           |
| 2010 | CARIFTA Games                            | George Town    | bieg na 100 metrów      | 1. miejsce  | 11,50           |
| 2010 | CARIFTA Games                            | George Town    | sztafeta 4 × 100 metrów | 1. miejsce  | 45,06           |
| 2011 | CARIFTA Games                            | Montego Bay    | bieg na 100 metrów      | 2. miejsce  | 11,44           |
| 2011 | CARIFTA Games                            | Montego Bay    | sztafeta 4 × 100 metrów | 2. miejsce  | 45,80           |
| 2011 | Mistrzostwa Ameryki Środkowej i Karaibów | Mayagüez       | sztafeta 4 × 100 metrów | 1. miejsce  | 43,47           |
| 2011 | Mistrzostwa panamerykańskie juniorów     | Miramar        | bieg na 100 metrów      | 1. miejsce  | 11,25           |
| 2011 | Mistrzostwa świata                       | Daegu          | bieg na 100 metrów      | półfinał    | 11,48           |
| 2011 | Mistrzostwa świata                       | Daegu          | sztafeta 4 × 100 metrów | –           | DQ              |
| 2012 | Igrzyska olimpijskie                     | Londyn         | bieg na 100 metrów      | półfinał    | 11,32           |
| 2012 | Igrzyska olimpijskie                     | Londyn         | sztafeta 4 × 100 metrów | –           | DNF             |
| 2013 | Mistrzostwa Ameryki Środkowej i Karaibów | Morelia        | sztafeta 4 × 100 metrów | 2. miejsce  | 43,67           |
| 2013 | Mistrzostwa świata                       | Moskwa         | bieg na 100 metrów      | półfinał    | 11,33           |
| 2013 | Mistrzostwa świata                       | Moskwa         | sztafeta 4 × 100 metrów | eliminacje  | 43,01           |
| 2014 | Halowe mistrzostwa świata                | Sopot          | bieg na 60 metrów       | 6. miejsce  | 7,16            |
| 2014 | IAAF World Relays                        | Nassau         | sztafeta 4 × 100 metrów | 3. miejsce  | 42,66           |
| 2014 | IAAF World Relays                        | Nassau         | sztafeta 4 × 200 metrów | –           | DNF             |
| 2014 | Puchar interkontynentalny                | Marrakesz      | bieg na 100 metrów      | 2. miejsce  | 11,25           |
| 2015 | IAAF World Relays                        | Nassau         | sztafeta 4 × 100 metrów | 5. miejsce  | 42,88           |
| 2015 | Mistrzostwa NACAC                        | San José       | bieg na 100 metrów      | 3. miejsce  | 11,22           |
| 2015 | Mistrzostwa świata                       | Pekin          | bieg na 100 metrów      | 5. miejsce  | 10,98           |
| 2015 | Mistrzostwa świata                       | Pekin          | sztafeta 4 × 100 metrów | 3. miejsce  | 42,03           |
| 2016 | Halowe mistrzostwa świata                | Portland       | bieg na 60 metrów       | 4. miejsce  | 7,11            |
| 2016 | Igrzyska olimpijskie                     | Rio de Janeiro | bieg na 100 metrów      | 6. miejsce  | 10,92           |
| 2016 | Igrzyska olimpijskie                     | Rio de Janeiro | bieg na 200 metrów      | 6. miejsce  | 22,34           |
| 2016 | Igrzyska olimpijskie                     | Rio de Janeiro | sztafeta 4 × 100 metrów | 5. miejsce  | 42,12           |
| 2017 | IAAF World Relays                        | Nassau         | sztafeta 4 × 100 metrów | –           | DNF             |
| 2017 | IAAF World Relays                        | Nassau         | sztafeta 4 × 200 metrów | 4. miejsce  | 1:32,63 (elim.) |
| 2017 | Mistrzostwa świata                       | Londyn         | bieg na 100 metrów      | 6. miejsce  | 11,01           |
| 2017 | Mistrzostwa świata                       | Londyn         | bieg na 200 metrów      | eliminacje  | DNS             |
| 2017 | Mistrzostwa świata                       | Londyn         | sztafeta 4 × 100 metrów | 6. miejsce  | 42,62           |
| 2018 | Halowe mistrzostwa świata                | Birmingham     | bieg na 60 metrów       | 6. miejsce  | 7,13            |
| 2018 | Igrzyska Wspólnoty Narodów               | Gold Coast     | bieg na 100 metrów      | 1. miejsce  | 11,14           |
| 2019 | IAAF World Relays                        | Jokohama       | sztafeta 4 × 100 metrów | eliminacje  | 43,67           |
| 2019 | Igrzyska panamerykańskie                 | Lima           | bieg na 100 metrów      | DSQ         | 11,27           |
| 2019 | Igrzyska panamerykańskie                 | Lima           | sztafeta 4 × 100 metrów | 4. miejsce  | 43,57           |
| 2021 | Igrzyska olimpijskie                     | Tokio          | bieg na 100 metrów      | półfinał    | 11,00           |
| 2021 | Igrzyska olimpijskie                     | Tokio          | sztafeta 4 × 100 metrów | eliminacje  | 43,62           |
| 2022 | Halowe mistrzostwa świata                | Belgrad        | bieg na 60 metrów       | 7. miejsce  | 7,11            |
| 2022 | Mistrzostwa świata                       | Eugene         | bieg na 100 metrów      | półfinał    | 11,24           |
| 2022 | Igrzyska Wspólnoty Narodów               | Birmingham     | bieg na 100 metrów      | półfinał    | 11,29           |
| 2022 | Igrzyska Wspólnoty Narodów               | Birmingham     | sztafeta 4 × 100 metrów | 6. miejsce  | 43,86           |
| 2022 | Mistrzostwa NACAC                        | Freeport       | bieg na 100 metrów      | 5. miejsce  | 11,23           |
| 2023 | Mistrzostwa świata                       | Budapeszt      | bieg na 100 metrów      | półfinał    | 11,18           |
| 2023 | Mistrzostwa świata                       | Budapeszt      | sztafeta 4 × 100 metrów | eliminacje  | 42,85           |
| 2023 | Igrzyska panamerykańskie                 | Santiago       | bieg na 100 metrów      | 3. miejsce  | 11,53           |
| 2024 | Halowe mistrzostwa świata                | Glasgow        | bieg na 60 metrów       | eliminacje  | 7,26            |
| 2024 | World Athletics Relays                   | Nassau         | sztafeta 4 × 100 metrów | eliminacje  | 43,22           |
| 2024 | Igrzyska olimpijskie                     | Paryż          | bieg na 100 metrów      | eliminacje  | 11,33           |
| 2025 | Halowe mistrzostwa świata                | Nankin         | bieg na 60 metrów       | półfinał    | 7,31            |

## Rekordy życiowe
- Bieg na 50 metrów (hala) – 6,33 (2013)
- Bieg na 60 metrów (hala) – 7,09 (2016) rekord Trynidadu i Tobago
- Bieg na 100 metrów – 10,82 (2017) rekord Trynidadu i Tobago
- Bieg na 200 metrów – 22,25 (2016) rekord Trynidadu i Tobago / 22,01w (2015)

29 sierpnia 2015 sztafeta 4 × 100 metrów Trynidadu i Tobago w składzie Kelly-Ann Baptiste, Michelle-Lee Ahye, Reyare Thomas i Semoy Hackett ustanowiła aktualny rekord kraju w tej konkurencji (42,03).
22 kwietnia 2017 sztafeta 4 × 200 metrów Trynidadu i Tobago w składzie Kamaria Durant, Semoy Hackett, Reyare Thomas i Michelle-Lee Ahye ustanowiła aktualny rekord kraju w tej konkurencji (1:32,62).